# 사우디아라비아 주재 외국공관 목록

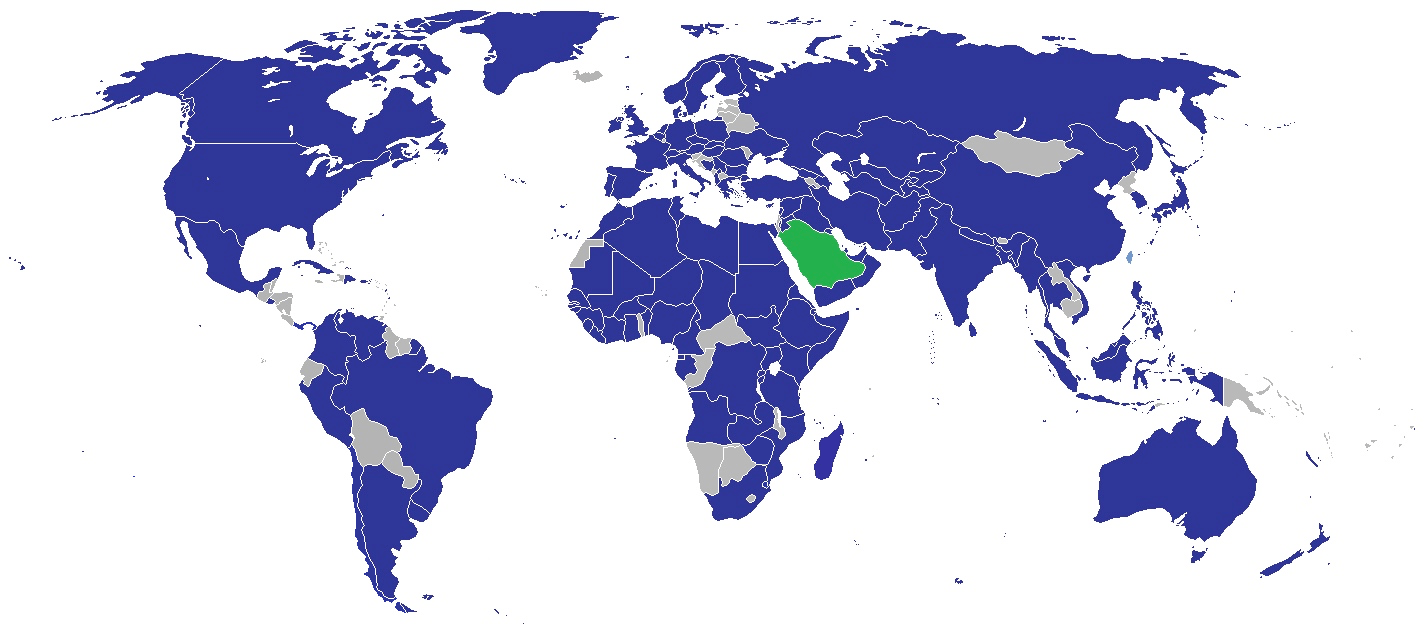
사우디아라비아에 설치한 외국공관들

다음은 사우디아라비아 주재 외국공관 목록이다. 현재 리야드에는 114개의 대사관이 있다. 몇몇 국가들은 다른 수도들로부터 공인된 외교 사절단을 가지고 있다. 또한 많은 나라들이 지다와 다란과 같은 다른 사우디아라비아 도시에 영사관을 두고 있다(명예 영사관은 포함되지 않음).

## 리야드주재 대사관
- 아프가니스탄
- 알바니아
- 알제리
- 앙골라
- 아르헨티나
- 오스트레일리아
- 오스트리아
- 아제르바이잔
- 바레인
- 방글라데시
- 벨기에
- 베냉
- 보스니아 헤르체고비나
- 브라질
- 브루나이
- 불가리아
- 부르키나파소
- 부룬디
- 카메룬
- 캐나다
- 차드
- 중국
- 코모로
- 콩고 민주 공화국[1]
- 쿠바
- 키프로스
- 체코
- 덴마크
- 지부티
- 이집트
- 적도 기니
- 에리트레아
- 에티오피아
- 핀란드
- 프랑스
- 가봉[2]
- 감비아
- 조지아
- 독일
- 가나
- 그리스
- 기니
- 헝가리
- 인도
- 인도네시아
- 이라크
- 아일랜드
- 이탈리아
- 코트디부아르
- 일본
- 요르단
- 카자흐스탄
- 케냐
- 코소보
- 쿠웨이트
- 키르기스스탄
- 레바논
- 라이베리아
- [[파일:{{{국기그림-과도정부}}}|22x20px|border |리비아|링크=리비아]] 리비아
- 마다가스카르
- 말레이시아
- 몰디브
- 말리
- 몰타
- 모리타니
- 모리셔스
- 멕시코
- 모로코
- 모잠비크
- 미얀마
- 네팔
- 네덜란드
- 뉴질랜드
- 니제르
- 나이지리아
- 노르웨이
- 오만
- 파키스탄
- 팔레스타인
- 페루
- 필리핀
- 폴란드
- 포르투갈
- 카타르[3][4]
- 루마니아
- 러시아
- 세네갈
- 세르비아[5]
- 시에라리온
- 싱가포르
- 소말리아
- 남아프리카 공화국
- 대한민국
- 스페인
- 스리랑카
- 수단
- 스웨덴
- 스위스
- 타지키스탄
- 탄자니아
- 태국
- 튀니지
- 튀르키예
- 투르크메니스탄
- 우간다
- 우크라이나
- 아랍에미리트
- 영국
- 미국
- 우루과이
- 우즈베키스탄
- 베네수엘라
- 베트남
- 예멘
- 잠비아

### 기타 임무 또는 대표단
- 이란 (스위스 이익대표국)[6]
- 대만 (주사우디아라비아 타이베이 경제문화대표처)
- 유럽 연합 (대표부)

## 총영사관

### 다란
- 미국

### 지다
- 아프가니스탄
- 알제리
- 방글라데시
- 브루나이
- 부르키나파소
- 차드 (영사관)
- 중국
- 코모로
- 이집트
- 에티오피아
- 프랑스
- 가봉[2]
- 감비아
- 독일
- 가나
- 그리스
- 인도
- 인도네시아
- 이라크
- 이탈리아
- 코트디부아르
- 일본
- 요르단 (영사관)
- 쿠웨이트 (영사관)
- 레바논
- [[파일:{{{국기그림-과도정부}}}|22x20px|border |리비아|링크=리비아]] 리비아
- 말레이시아
- 말리 (영사관)
- 모로코
- 네팔
- 나이지리아
- 파키스탄
- 팔레스타인
- 필리핀
- 러시아
- 세네갈
- 싱가포르 (영사관)
- 소말리아
- 남아프리카 공화국
- 대한민국
- 스리랑카
- 수단
- 스위스
- 탄자니아
- 태국
- 튀니지
- 튀르키예
- 아랍에미리트
- 영국
- 미국
- 우즈베키스탄
- 예멘

## 같이 보기
- 사우디아라비아의 재외공관 목록